# 나크

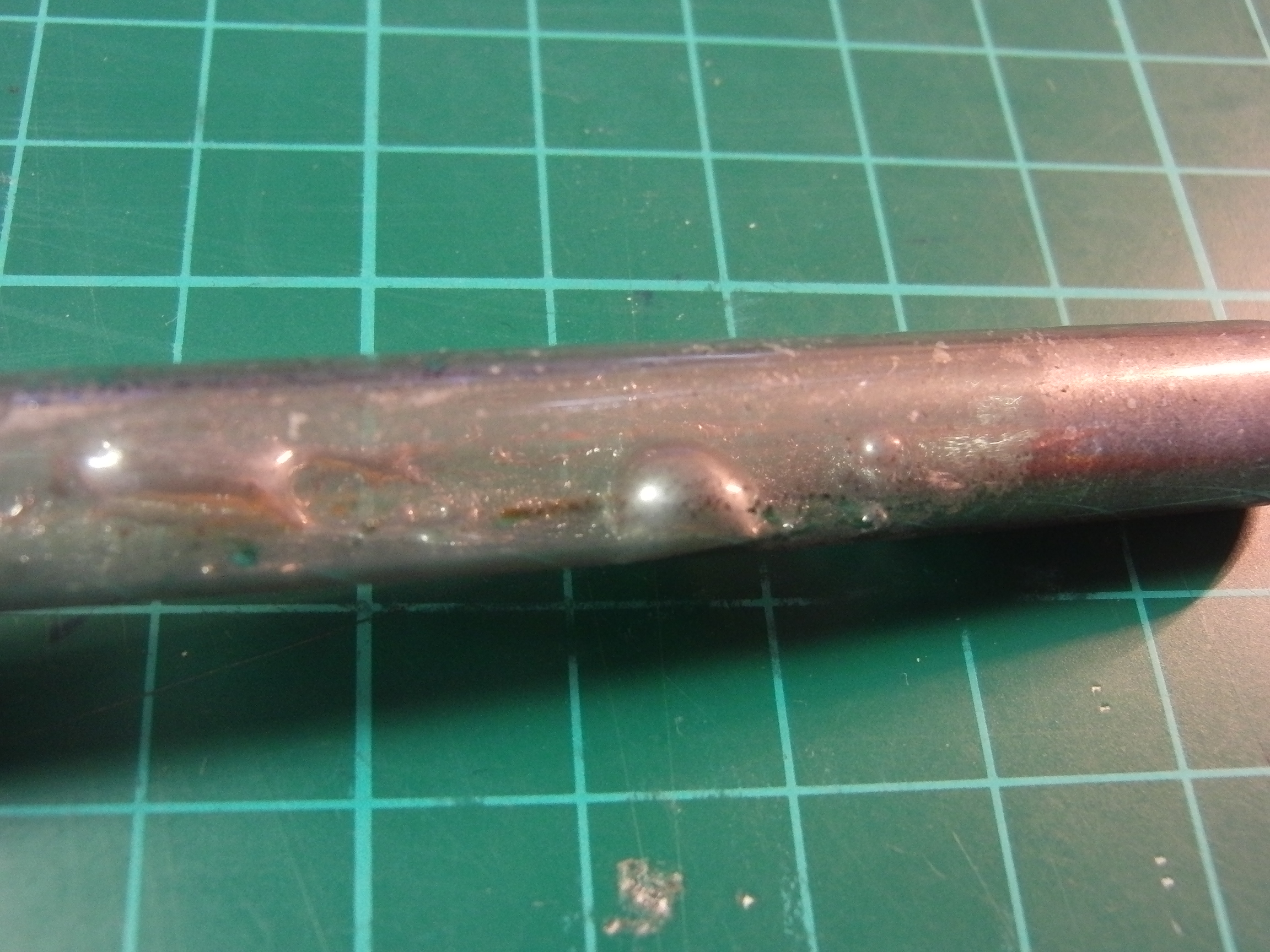

나크(NaK)는 나트륨과 칼륨의 합금이다. 가장 낮은 어는점을 갖는 공융점은 −12.6 °C이며 이때 785 °C에서 끓는다. 이때의 조성은 칼륨 77% 나트륨 23%다. 상온에서 액체이며 용융점이 낮은 가융 합금에 속한다.

## 같이 보기
- 냉매
- 원자로
  - 증식형 원자로 (Breeder reactor)
  - 4세대 원자로
    - 몬주
- 합금
- 화학 원소
  - 나트륨
  - 칼륨